# Палма Делгадита Дос, Роберто Руиз Лухан (Калера)
Палма Делгадита Дос, Роберто Руиз Лухан (шп. Palma Delgadita Dos, Roberto Ruiz Luján) насеље је у Мексику у савезној држави Закатекас у општини Калера. Насеље се налази на надморској висини од 2115 м.

## Становништво
Према подацима из 2010. године у насељу је живео 1 становник.

### Хронологија
| Година       | 2000         | 2005      | 2010 |
| ------------ | ------------ | --------- | ---- |
| Становништво | 27 (12 / 15) | 6 (4 / 2) | 1    |

### Попис
| # | Индикатор                     | Вредност |
| - | ----------------------------- | -------- |
| 1 | Укупно домаћинстава           | 1        |
| 2 | Укупно насељених домаћинстава | 1        |
| 3 | Величина локације             | 1        |